# ديفيد جي. ناثان
ديفيد جي. ناثان (بالإنجليزية: David G. Nathan)‏ هو طبيب أطفال أمريكي، ولد في 25 مايو 1929 في بوسطن في الولايات المتحدة.